# 知足美術館
知足美術館（ちそくびじゅつかん）は、1996年に開館した新潟市中央区にある私立美術館。株式会社キタックの併設であったが、2011年12月、一般財団法人として登記。2015年4月公益財団法人として認可。

## 館名の由来
館長の中山輝也（株式会社キタック 創業者 代表取締役）の座右の銘である、
「吾唯知足（われ ただ たるをしる） 足るを知ること。
己の分際をわきまえ、むさぼりの心を起こさぬこと。（禅林句集より）」に由来する。
社業の発展に伴い企業は地域貢献するものとする中山輝也の企業理念によって設立される。

## 主な収蔵品
広重の保永堂版「東海道五十三次」全55図があり、全国各地からマニアが訪れ「五拾三次の美術館」としても親しまれる。
他にもボストン美術館所蔵版木による墨摺や、日本画（岩波昭彦等。特に新潟県出身作家、横山操や土田麦僊など）、また斎藤眞一のコレクションなどもある。
所蔵品展の他、新潟にゆかりのある作家の個展など、企画展も活発でユニークなミニ美術館。

## 休館日
- 休館日：日曜、祝祭日 年末年始など キタックの営業日による